# Tidfall
I Tidfall sono un gruppo black metal norvegese, formatosi nel 1992 ed attualmente in pausa dal 2005.

## Storia del gruppo

### Gli inizi
Il gruppo, inizialmente chiamato Pagan divinity, fu fondato durante l'inverno a cavallo tra il 1992 e il 1993 a Løten da Abraxas, Zarthon e Rogon D. Bloodgraat. Durante il primo periodo, il trio suonò esclusivamente a livello locale. Nel 1995 il bassista Sorg ed il tastierista Aftaneldr entrarono nella formazione, provocando il cambio di nome definitivo. L'anno successivo registrarono il loro primo demo, con l'obiettivo di uscire dalla scena underground: vennero contattati da una casa discografica, ma la band non era soddisfatta dai termini del contratto, così decise di amumentare ulteriormente la propria reputazione, anziché accettare prematuramente un contratto svantaggioso.

### Circular Supremacy
Nel 1998 incisero l'EP Black Psychotic Darkness, il primo demo a contenere testi in inglese. Con esso riuscirono ad ottenere un buon successo indipendente, così vennero contattati da Samoth degli Emperor per firmare un contratto con la Nocturnal Art Productions. Con essa, nel 2000 pubblicarono Circular Supremacy, il primo album studio, registrato a febbraio dello stesso anno. L'album si rivela innovativo, combinando sonorità spaziali, dovute all'uso di tastiere e campionamenti, con la potenza del black metal "classico", accreditandosi così come gruppo originale grazie a questo singolare crossover di melodia e brutalità. Malauguratamente, il budget non fu sufficiente per intraprendere un tour promozionale internazionale, quindi suonarono solo in alcune località del territorio norvegese.

### Il passaggio alla Nuclear Blast
Iniziarono dunque le registrazioni dell'album seguente, durante le quali nacquero dei dissidi che portarono Bloodgraat ad uscire dal gruppo. In mancanza di un cantante, Sorg assunse tale ruolo oltre al proprio e Drako Arcane fu chiamato come ulteriore chitarrista. Nel marzo del 2001, con la nuova formazione, incisero Instinct Gate in uno studio di registrazione norvegese. Sfortunatamente, Samoth li avvisò di non avere più tempo da dedicare alla sua etichetta discografica, così dovettero cercarne un'altra per pubblicare l'album appena registrato. La Nuclear Blast Records si mostrò interessata, vista la qualità del primo disco, così nel luglio del 2001 firmarono un contratto con essa e, nel maggio del 2002, pubblicarono finalmente Instinct Gate, album meno ispirato del precedente e che puntava maggiormente sull'elettronica. Per la promozione dell'album, la Nuclear blast diede ai Tidfall il compito di aprire i concerti dei Dark Funeral nel loro Tour europeo Diabolis interium tour 2002.
Nel 2003 pubblicarono Nucleus, sempre con la Nuclear Blast. Dopo di esso, il contratto con l'etichetta si chiuse.
Dal 2005 sono in pausa, per problemi personali.

## Formazione
- Sorg - voce (2001-presente), basso (1995-presente)
- Abraxas - chitarra (1992-presente)
- Drako Arcane - chitarra (2001-presente)
- Aftaneldr - tastiere, synth (1995-presente)
- Zarthon (Kenneth Skårholen) - batteria, cori (1992-presente)

### Ex componenti
- Rogon D. Bloodgraat - voce, chitarra ritmica (1992-2001)

## Discografia
Album in studio
- 2000 - Circular Supremacy (Nocturnal Art Productions)
- 2002 - Instinct Gate (Nuclear Blast)
- 2003 - Nucleus (Nuclear Blast)

Demo
- 1996 - Tidfall
- 1998 - Black Psychotic Darkness